# Heliconius aquilina
Heliconius aquilina är en fjärilsart som beskrevs av Heinrich Neustetter 1925. Heliconius aquilina ingår i släktet Heliconius och familjen praktfjärilar. Inga underarter finns listade i Catalogue of Life.